# Bandeira de Francisco Beltrão
A Bandeira Municipal de Francisco Beltrão foi criada pela Lei 226/66 e é formada pelo Brasão de Armas ao centro. A bandeira é oitava de amarelo, formando figuras geométricas trapezoidiais e constituída por oito faixas brancas carregadas de sobre-faixas azuis. O Brasão simboliza o Governo Municipal. As faixas simbolizam o Poder Municipal que expande a todos os quadrantes do território municipal e as figuras trapezoidiais representam propriedades rurais existentes no município.